# 春日井市立松山小学校
春日井市立松山小学校（かすがいしりつ まつやましょうがっこう）は、愛知県春日井市如意申町にある公立小学校。

## 概要
- 稲口町、稲口町1-4丁目、如意申町、如意申町1-8丁目、下屋敷町、下屋敷町1・2丁目、宗法町が校区であり、公立中学校の進学先は春日井市立西部中学校である[1]。

## 沿革
- 1978年（昭和53年）4月1日 - 春日井市立春日井小学校から分離し開校。

## 交通アクセス
- かすがいシティバス西環状線「松山小学校」バス停より徒歩約3分。
- 名鉄小牧線春日井駅下車、徒歩約20分。

## 周辺施設
- 愛知県立春日井南高等学校
- 春日井市立春日井小学校
- 春日井市消防署西出張所
- 昭和自動車学校